# Poiana-Seciuri
Poiana-Seciuri – wieś w Rumunii, w okręgu Gorj, w gminie Bustuchin. W 2011 roku liczyła 909 mieszkańców.